# Hoinkenbosteler Bach
Der Hoinkenbosteler Bach ist ein 1,3 km langer Bach in der Gemeinde Welle im Landkreis Harburg in Niedersachsen, der von links und Westen in die Este mündet.

## Verlauf
Der Hoinkenbosteler Bach, gespeist aus einem Teich westlich von Hoinkenbostel, durchfließt innerhalb von Hoinkenbostel einen zweiten Teich und unterquert die Dorfstraße. Ab da fließt der Bach als Wiesengraben erkennbar begradigt nach einigen hundert Metern von links und Osten in die Este. Der Hoinkenbosteler Bach führt nur nach Regenfällen oder beim Ablassen der Teiche Wasser. An den meisten Tagen ist das Bachbett nur leicht feucht aber deutlich als Bachbett erkennbar.

## Befahrungsregeln
Wegen intensiver Nutzung der Este durch Freizeitsport und Kanuverleiher erließ der Landkreis Harburg 2002 eine Verordnung unter anderem für die Este, ihre Nebengewässer und der zugehörigen Uferbereiche, die den Lebensraum von Pflanzen und Tieren schützen soll. Seitdem ist das Befahren und Betreten des Hoinkenbosteler Bachs ganzjährig verboten.